# 국군교도소
국군교도소(國軍矯導所, Military Correctional Institution)는 경기도 이천시 장호원읍에 있는 대한민국 국군의 군사 교도소이다. 교도소장은 중령이 보임된다.
국방부조사본부 산하로 현재 대한민국 국군의 유일한 군사 교도소로서 실형을 확정선고받은 모든 군종의 군인들을 수용한다. 2014년 이전까지는 육군교도소라는 이름으로 육군인사사령부에서 관리 및 운영하였기에 해군, 공군, 해병대 소속의 교도 대상자는 모두 위탁받아 수용하였었다. 수용자가 탈옥할 경우, 제2강습대대 5분대기조가 출동하여 탈옥수를 체포한다.

## 연혁
- 1949년 3월 1일 - 서울특별시 영등포구에서 육군형무소로 창설
- 1950년 12월 18일 - 대구광역시로 이동
- 1955년 7월 21일 - 부산광역시 서면으로 이동
- 1962년 6월 28일 - 경기도 성남시로 이동, 제1·2교도소로 분할
- 1979년 7월 1일 - 제1·2교도소 통합, 육군교도소로 개칭
- 1985년 10월 22일- 경기도 이천시 장호원읍으로 이동
- 2014년 11월 21일 - 대한민국 국방부 조사본부 예하로 예속변경 및 국군교도소로 개칭[1]

## 주요 수감자
- 김용식
- 김동민
- 김민찬
- 임도빈
- 황인수

## 같이 보기
- 교정본부 - 법무부 교도소